# Сабатье, Пётр
Пётр Сабатье (фр. Pierre Sabatier, 1682—1742) — французский учёный; кальвинистский пастор; в возрасте 18 лет поступил в бенедиктинский орден; вследствие живого участия в янсенистских спорах был выслан из Парижа в Реймс.
Работал над восстановлением латинского перевода Библии, предшествовавшего переводу святого Иеронима, для чего делал выборки из творений отцов церкви, древних служебников и т. п. источников, напечатанные под заглавием «Bibliorum sacrorum Latinae versiones antiquae seu vetus Italica» (Реймс, 1742—1743).
Сделал многое для возобновления интереса к св. Франциску Ассизскому своим исследованием ранних францисканских документов.